# 雅拉乡
雅拉乡，是中华人民共和国四川省甘孜藏族自治州康定县下辖的一个乡镇级行政单位。

## 行政区划
雅拉乡下辖以下地区：
头道桥村、二道桥村、三道桥村、曲公村、孟庆村、新兴村、王母村、司通坝村、中谷村和鱼司村。